# No Nut November
No Nut November (en català "Novembre sense ejaculació") és un repte d’Internet que gira al voltant de l'abstinència sexual, en què els participants s’abstenen de masturbar-se o tenir orgasmes durant el mes de novembre. Tot i que originalment No Nut November pretenia ser satíric, alguns participants afirmen que abstenir-se d’ejacular i veure pornografia té beneficis per a la salut (fet que ha estat desmentit científicament). El 2011 es va publicar una entrada a Urban Dictionary per a No Nut November i, el 2017, el moviment va començar a guanyar popularitat a les xarxes socials. Així, s'associà amb la comunitat NoFap de Reddit, que anima els seus membres a no masturbar-se. La comunitat Reddit /r/ NoNutNovember va passar de 16.500 subscriptors el novembre de 2018 a 52.000 subscriptors el novembre de 2019 i a 85.300 el novembre de 2020.

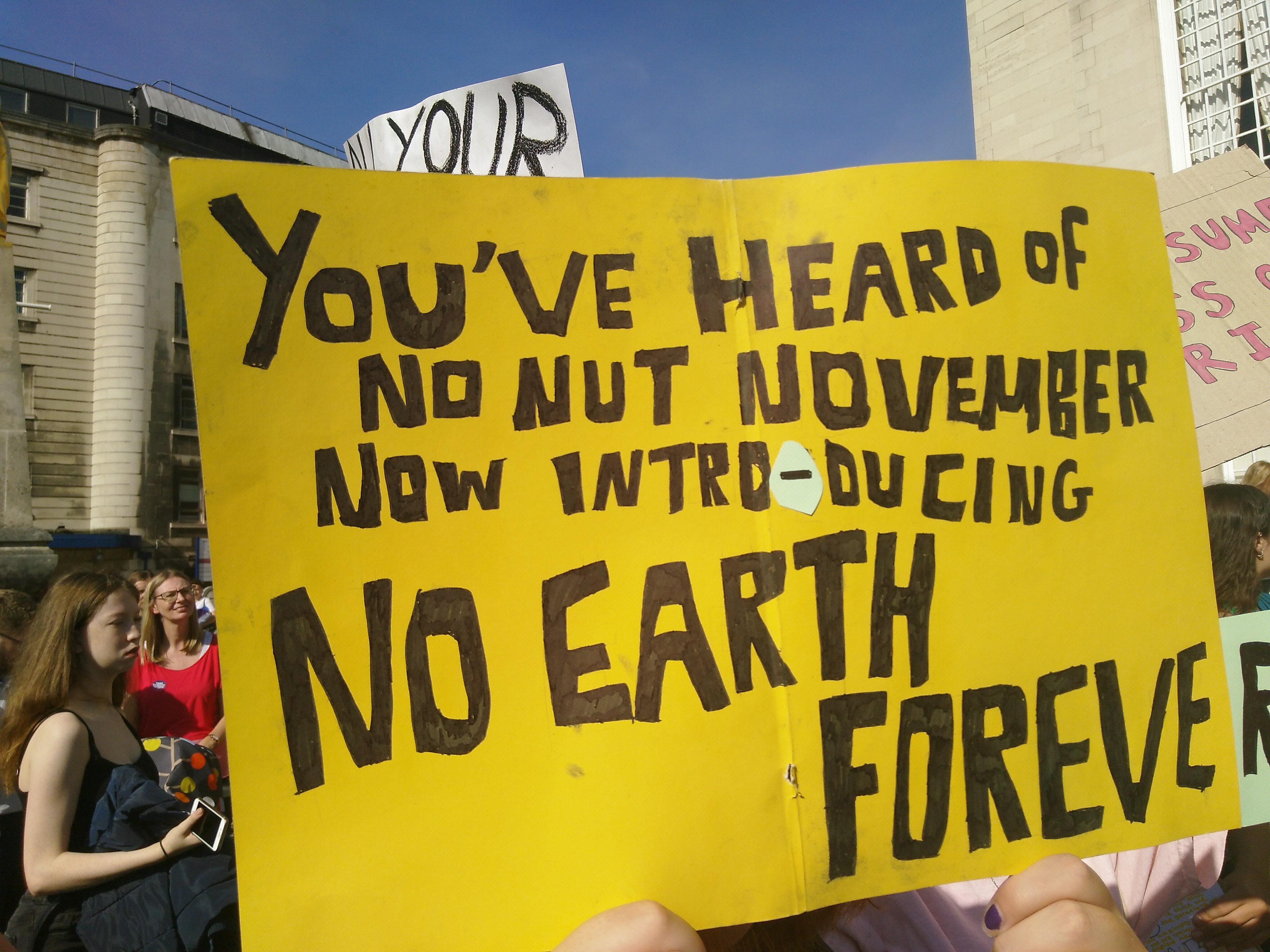
Al·lusió a No Nut November en una pancarta sobre el clima.

Després que alguns personatges públics, com Paul Joseph Watson, impulsessin la campanya, EJ Dickson de la revista Rolling Stone va suggerir que el moviment havia estat cooptat per l'extrema dreta. I mitjans com Vice Media van criticar el repte el 2018 després que els seguidors van enviar amenaces al compte de Twitter de xHamster.